# Marie-Sœurette Mathieu

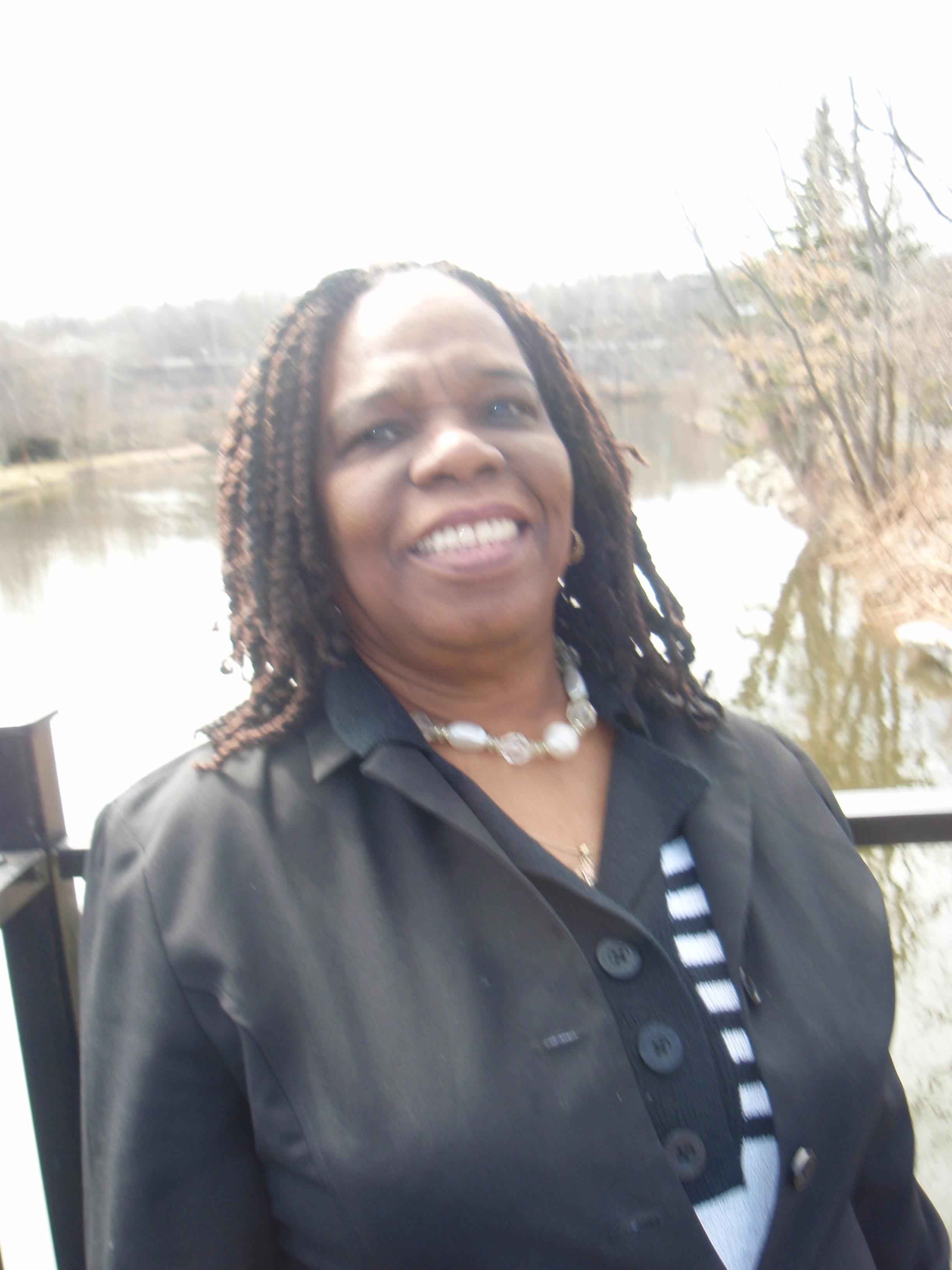
Marie-Soeurette (2014)

Marie-Sœurette Mathieu (sinh ngày 10 tháng 8 năm 1949 tại Port-au-Prince) là một nhà xã hội học, giáo viên và nhà văn người Haiti hiện đang sống ở Quebec. Cô ấy cũng là một họa sĩ.
Cô rời quê hương vào năm 1970 và đầu tiên đến Hoa Kỳ và sau đó đến Quebec. Cô học xã hội học và giáo dục tại UQAM, và cô là thành viên của UNEQ và Société littéraire de Laval, tổ chức của Pháp tại Laval, Québec.